# Ingegneria civile

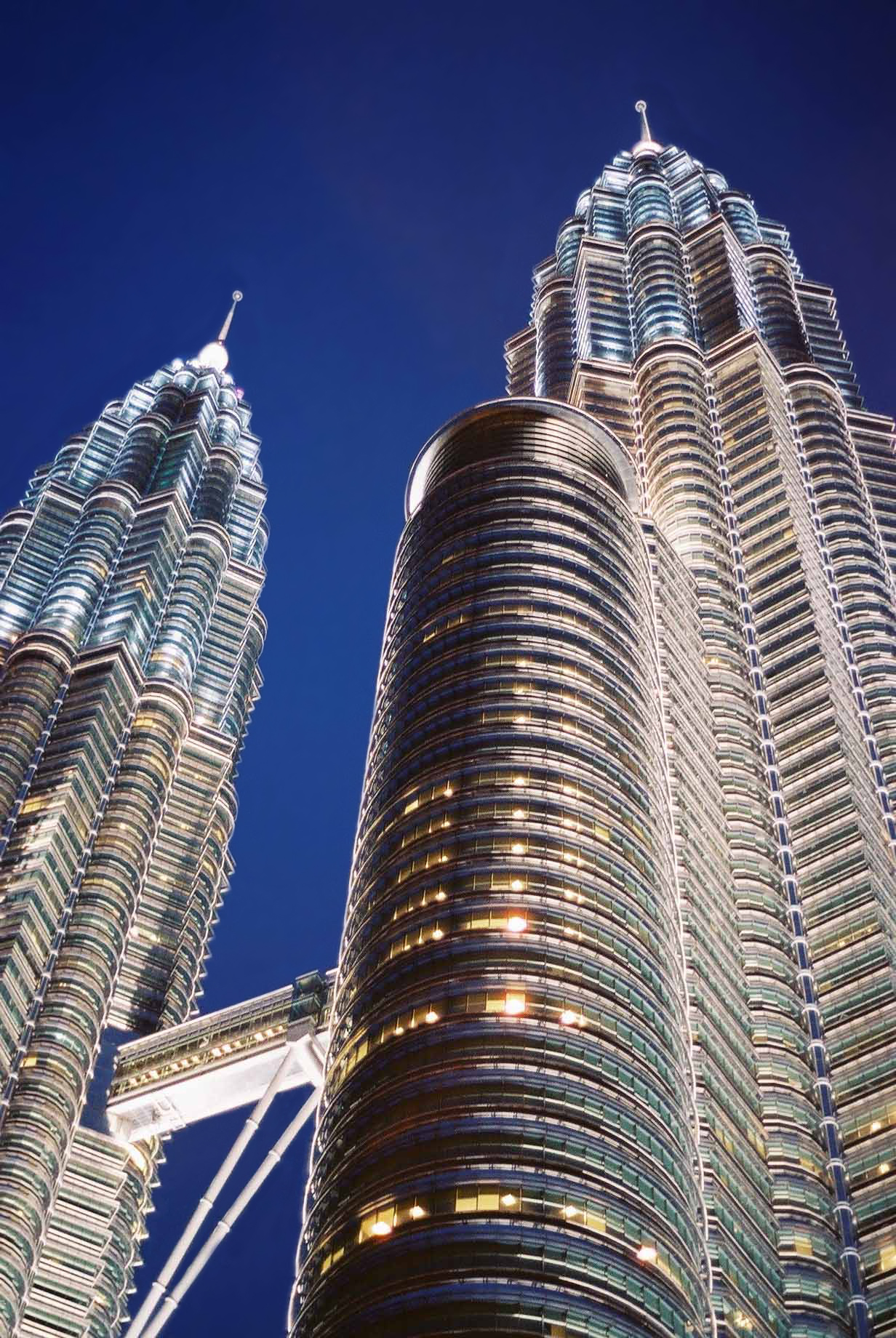
Le Torri Petronas a Kuala Lumpur

L'ingegneria civile è il ramo dell'ingegneria preposto alla progettazione di manufatti e infrastrutture destinati all'uso civile e quindi a tutti gli ambiti relativi: edili, geotecnici, infrastrutturali, idraulici, strutturali, urbanistici.
Il termine civile indica il carattere della categoria, in contrapposizione a quello militare (genio militare): infatti gli eserciti erano sempre accompagnati da tecnici che fossero in grado di realizzare quanto necessario per far attraversare alle truppe gli ostacoli che incontravano sul loro cammino (si pensi a proposito ai ponti di barche usati da Napoleone nelle sue campagne in tutta Europa).
Elemento centrale dell'ingegneria civile è la "costruzione", cioè un insieme di elementi che hanno l'obiettivo di svolgere una certa funzione, sopportando determinati carichi (peso proprio, autoveicoli, vento, neve, sismi).La professione è esercitata dagli ingegneri civili, ovvero ingegneri laureati in tale ramo, che possono essere sia liberi professionisti che dipendenti di imprese, enti o amministrazioni sia pubbliche che private.

## Storia

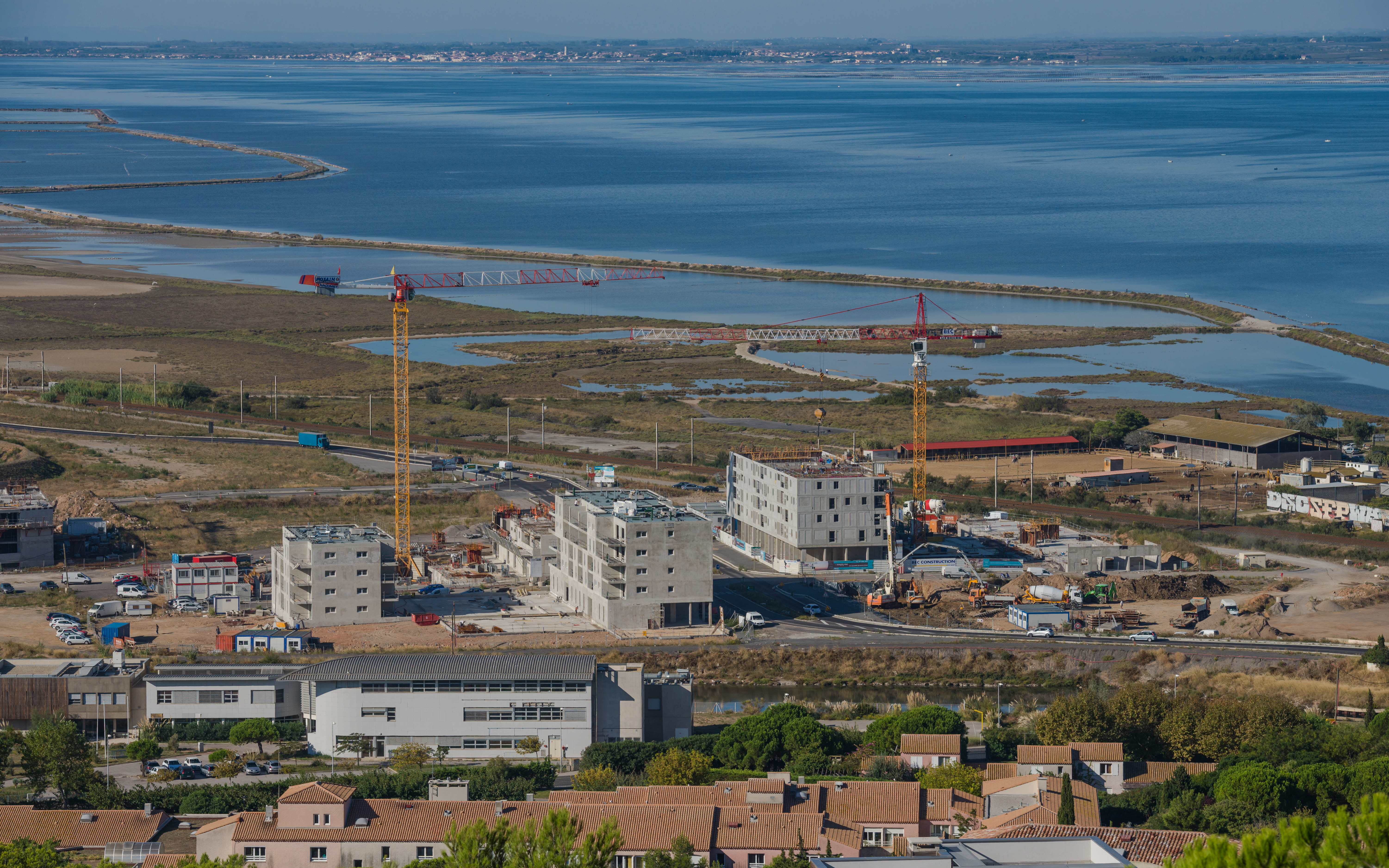
Lo stagno di Thau, in Francia

L'ingegneria è stata un aspetto della vita dell'uomo fin dagli inizi della vita. Gli albori dell'ingegneria civile si possono collocare tra il 4000 e il 2000 a.C. nell'Antico Egitto e in Mesopotamia, quando l'uomo progressivamente abbandonò la vita nomade, rendendo così indispensabile la costruzione di un rifugio. In quell'epoca acquisirono sempre più importanza anche necessità di trasporto, che portarono allo sviluppo della ruota e della navigazione. Le prime vere grandi opere civili della storia possono essere considerate le Piramidi d'Egitto, risalenti al 2700-2500 a.C. Altre imponenti costruzioni antiche sono il Partenone di Ictino nella Grecia Antica (447-438 a.C.), la Via Appia Antica degli ingegneri romani (312 a.C.), e la Grande muraglia cinese del generale Meng Tian, commissionata dal imperatore Ch'in Qin Shi Huang (circa 220 a.C.).
I Romani costruirono opere civili in tutto l'Impero, in particolare acquedotti, insulae, porti, ponti, dighe e collegarono le città tra di loro tramite l'ampia rete di strade romane. Fino all'era moderna non vi era netta distinzione tra ingegneria civile e architettura e i termini ingegnere e architetto erano più che altro variazioni geografiche in riferimento alla stessa figura, spesso usate come sinonimi. Nel XVIII secolo, l'espressione "genio civile" iniziò ad essere usata per indicare la costruzione di porti, moli, frangiflutti, fari, con lo scopo di distinguerla dal genio militare. Il primo ad auto-proclamarsi ingegnere civile fu John Smeaton, costruttore del faro di Eddystone. Nel 1771 Smeaton, con alcuni colleghi, fondò la Smeatonian Society of Civil Engineers, un gruppo di esperti del mestiere che si incontravano in maniera informale a cena.
Nonostante l'evidente contenuto tecnico delle riunioni, la società era poco più che un circolo privato. Nel 1818 venne fondata a Londra la Institution of Civil Engineers, e nel 1820 il celebre ingegnere Thomas Telford ne divenne il primo presidente. Questa istituzione ricevette la Royal Charter nel 1828, riconoscimento formale della professione di Ingegnere civile. La prima laurea in Ingegneria Civile degli Stati Uniti d'America fu conferita dal Rensselaer Polytechnic Institute nel 1835.

## Campo di applicazione e specializzazioni
Il campo d'applicazione dell'ingegneria civile è molto vario e in linea del tutto generale comprende: edifici civili e industriali, ferrovie, strade, porti, aeroporti, ponti, gallerie, opere di sbarramento, dighe, briglie, arginature, acquedotti, fognature, canali, strutture in zona sismica.
I vari settori in cui può specializzarsi un ingegnere civile sono: Geotecnica, Idraulica, Infrastrutture e trasporti, Strutture, Edilizia.

### Geotecnica

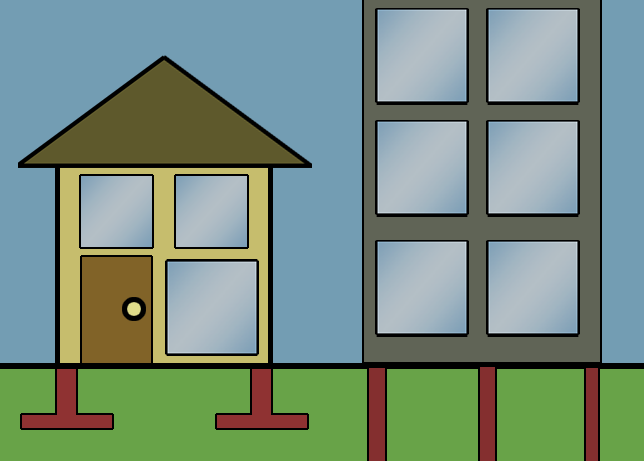
Fondazioni

La geotecnica o meccanica del terreno è la disciplina che ha per oggetto lo studio delle proprietà fisiche e meccaniche dei terreni.
L'ingegneria geotecnica si occupa inoltre dell'interazione del terreno con i moderni sistemi di consolidamento dello stesso quali: pali di fondazione, muri di sostegno, iniezioni di resine, fondazioni isolate e platee di fondazione. Inoltre l'ingegneria geotecnica è alla base degli studi di fattibilità e progettazione di grandi opere quali gallerie, dighe, opere portuali e quant'altro interagisca con il terreno. Alcuni degli ambiti di ricerca sono: filtrazione in regime transitorio e stazionario, legame costitutivo sforzi-deformazioni e relative modellazioni matematiche, risolte, per esempio, con metodi numerici.

### Idraulica

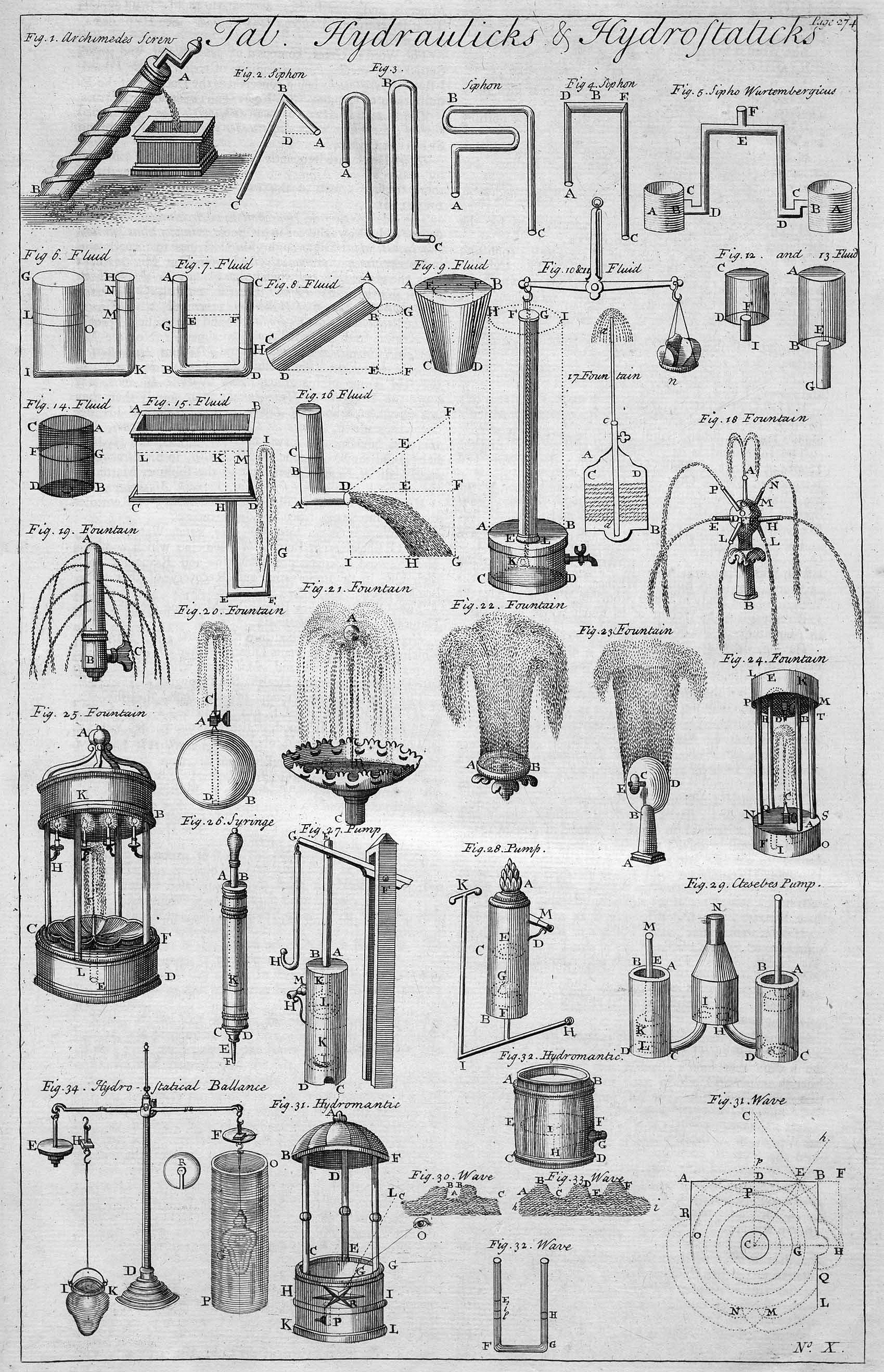
Idraulica e Idrostatica illustrate

Si occupa dello sfruttamento e della tutela delle risorse idriche da parte dell'uomo sia riguardo alla loro quantità che alla loro qualità, dell'interazione tra i manufatti e il sistema idrologico (superficiale e sotterraneo), della progettazione di sistemi di difesa del territorio e delle coste da eventi naturali straordinari di natura idrica, della produzione di energia elettrica.
Tra le prerogative dell'ingegneria idraulica si annoverano la regolazione dei deflussi, la captazione, la potabilizzazione, il trasporto e la distribuzione delle acque ad uso idropotabile e industriale, la realizzazione di opere di drenaggio urbano e di trattamento e allontanamento dei reflui, di bonifica e irrigazione, delle infrastrutture per la navigazione marittima e fluviale. Altri elementi considerati dagli ingegneri idraulici sono: serbatoi di compenso, impianti di sollevamento, modelli di piena, fognature e sistemi di controllo delle acque.

### Infrastrutture e trasporti

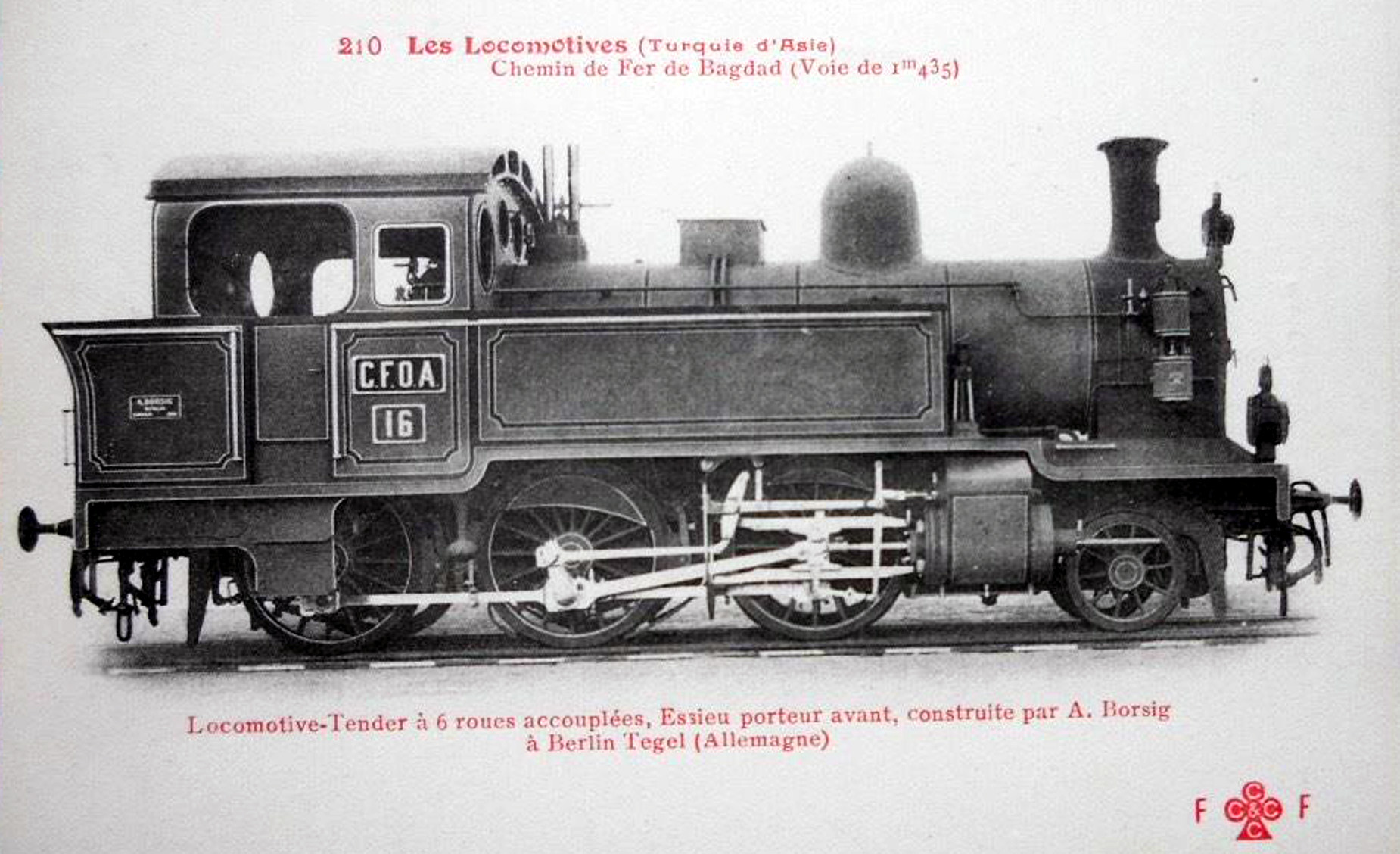
Vecchia locomotiva a vapore

L'ingegneria applicata alle infrastrutture viarie si occupa di tutto ciò che interessa la circolazione di veicoli e la costruzione di strutture e manufatti necessari per la realizzazione di ogni sistema di trasporto.
Questo tipo di studi si suddivide principalmente in 2 rami:
- L'ingegneria delle infrastrutture: si occupa della progettazione delle geometrie delle infrastrutture viarie e non (strade, ponti, dighe), del loro inserimento nel territorio, della loro costruzione, gestione e sicurezza, nonché della verifica della sicurezza delle infrastrutture esistenti riguardo principi ottici, meccanici e psicologici.
- L'ingegneria dei sistemi di trasporto: si occupa di risolvere problemi di ottimizzazione legati alle reti di trasporto per le persone e per le merci, a partire dalla scala urbana e locale fino alla dimensione internazionale, con infrastrutture stradali, metropolitane, ferroviarie, navali, aeree. Tratta mezzi di trasporto individuale o collettivo, destinati al servizio pubblico, all'utilizzo privato o commerciale. Uno dei temi più trattati in questo momento è il concetto di sviluppo urbano denominato smart city 2.0, cioè la possibilità offerta dalle moderne infrastrutture urbane in materia di controllo intelligente del traffico.[8]

### Strutture

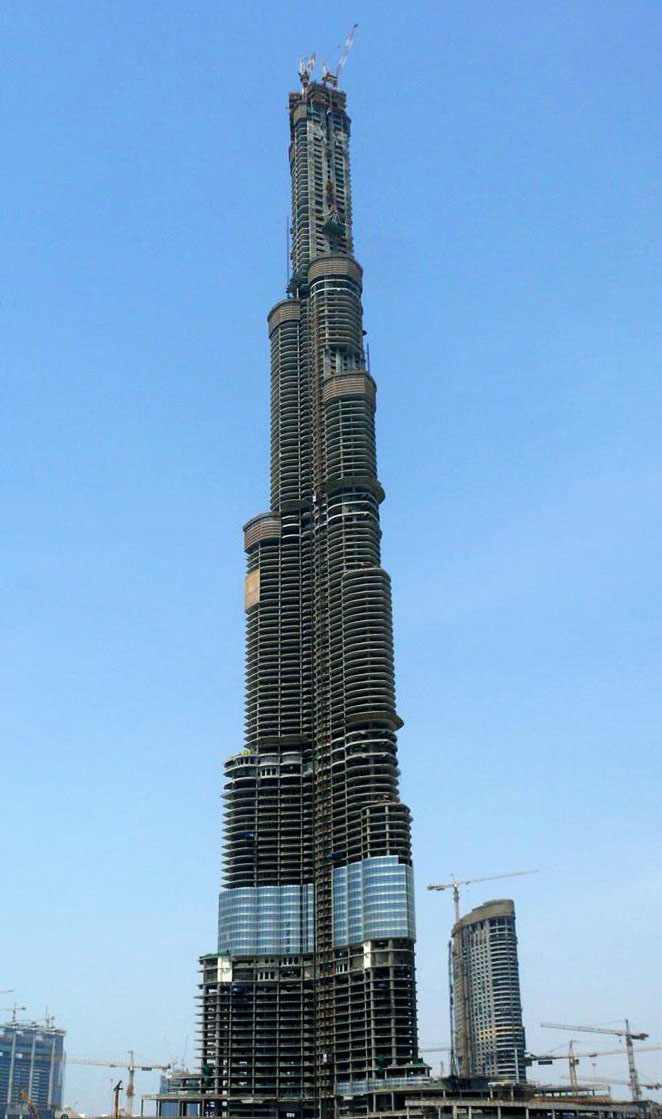
Burj Khalifa - L'edificio più alto del mondo

L'ingegneria strutturale si occupa di prevedere analiticamente il comportamento di una qualsiasi struttura sottoposta a forze esterne o sforzi interni. Gli ingegneri strutturisti applicano le proprie conoscenze al dimensionamento di elementi quali pilastri, travi, solai e altri ancora in cemento armato, in acciaio, in legno o in altri materiali utilizzati nel campo delle costruzioni.
In chiave ironica, l'ingegneria strutturale è stata definita da S. Kelsey come 
(da Finite Element Method in Civil Engineering)

## Riferimenti normativi
- Decreto ministeriale 2 dicembre 2016, n. 263 - Regolamento recante definizione dei requisiti che devono possedere gli operatori economici per l'affidamento dei servizi di architettura e ingegneria e individuazione dei criteri per garantire la presenza di giovani professionisti, in forma singola o associata, nei gruppi concorrenti ai bandi relativi a incarichi di progettazione, concorsi di progettazione e di idee, ai sensi dell'articolo 24, commi 2 e 5 del decreto legislativo 18 aprile 2016, n. 50